# 마쓰모토 나오야
마쓰모토 나오야(일본어: 松本 直也, 1997년 9월 30일~)는 일본의 축구 선수이다.

## 구단 경력
그는 2020년 J3리그의 가마타마레 사누키에 입단했다. 2022년까지 40경기에 출전. 2023년 일본 지역 리그의 J-Lease FC로 이적했다. 2023년후 현역 은퇴.